# Drepanosticta lepyricollis
Drepanosticta lepyricollis är en trollsländeart som beskrevs av Maurits Anne Lieftinck 1949. Drepanosticta lepyricollis ingår i släktet Drepanosticta och familjen Platystictidae. IUCN kategoriserar arten globalt som otillräckligt studerad. Inga underarter finns listade i Catalogue of Life.